# Hyalesthes obsoletus
Hyalesthes obsoletus är en insektsart som beskrevs av Victor Antoine Signoret 1865. Hyalesthes obsoletus ingår i släktet Hyalesthes och familjen kilstritar. Inga underarter finns listade i Catalogue of Life.

## Bildgalleri

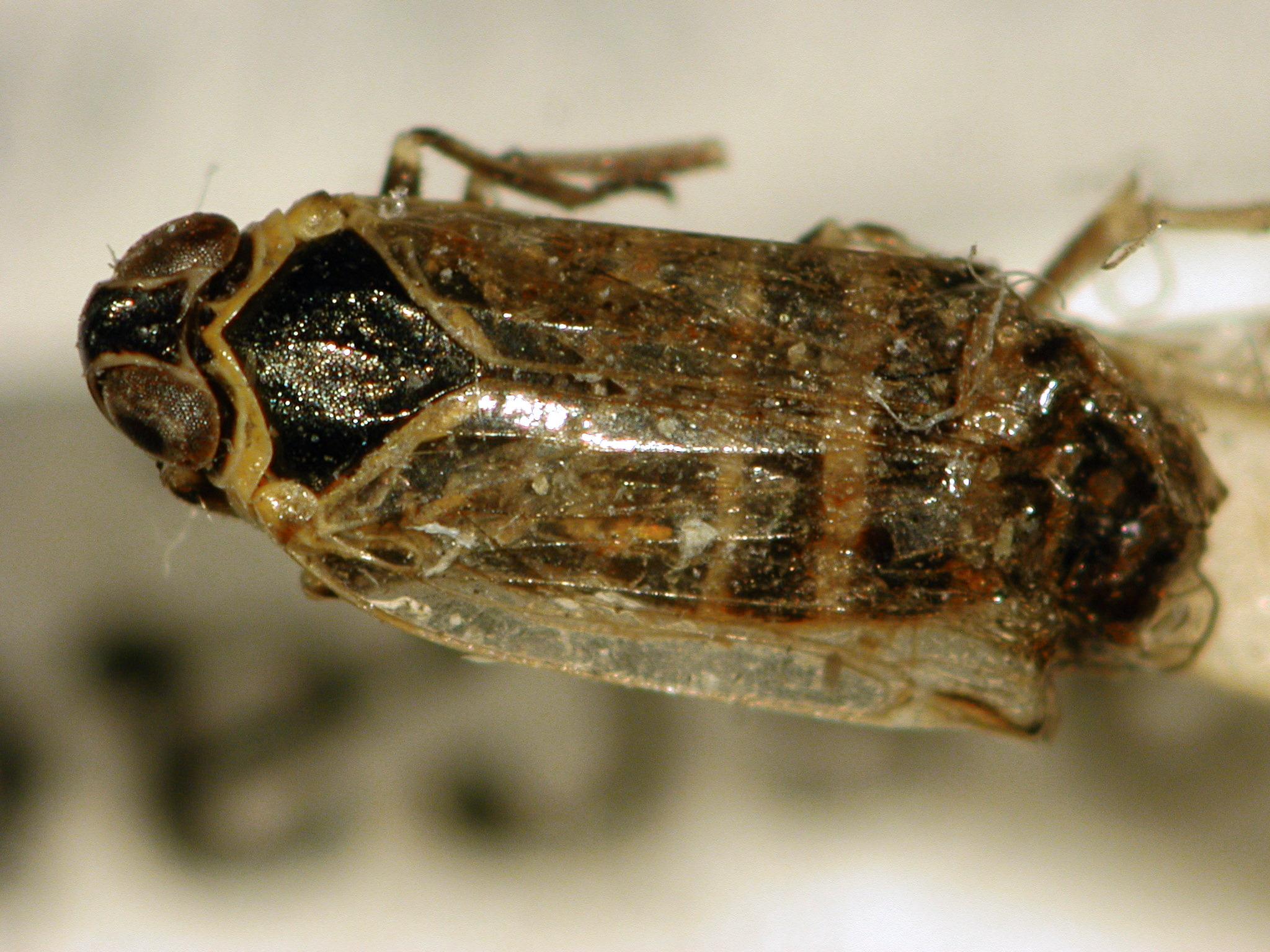